# Arnold Jéhotte
Arnold Jéhotte, né à Herstal le 17 octobre 1789 et mort à Paris le 4 mars 1836, est un  graveur belge essentiellement actif en France.
Ses œuvres sont notamment conservées au Musée du Louvre et au Musée Carnavalet.

## Biographie

### Famille
Arnold Jéhotte, né à Herstal le 17 octobre 1789, est le neuvième et dernier enfant de Jean Jéhotte (1736), exploitant de mines de houille, et de Marie Honin (1744). Son frère aîné, également prénommé Arnold (1770-1788), étudiant en gravure à Liège, meurt prématurément. Il est également le frère du graveur Léonard Jéhotte (1772-1851) et l'oncle du sculpteur Louis Jehotte et du médailleur Constant Jehotte.

### Formation
Du 11 mars 1807 au 6 décembre 1811, Arnold Jéhotte se forme à la gravure en taille-douce auprès de son frère Léonard (Jéhotte (d)), jadis élève de Philippe Joseph Jacoby et graveur du prince-évêque de Liège. Ensuite, Arnold Jéhotte s'établit à Paris au début de l'année 1812.

### Carrière
Arnold Jéhotte expose aux Salons de Paris de 1822 et 1827,. Il participe au Salon de Bruxelles de 1833, où il obtient une médaille de vermeil.
En 1822, Arnold Jéhotte réside rue Saint-Benoît no 20 au Faubourg Saint-Honoré, puis, en 1827, rue du Dragon no 22. Il meurt, à l'âge de 47 ans, à Paris, le 4 mars 1836.

## Œuvre

### Caractéristiques

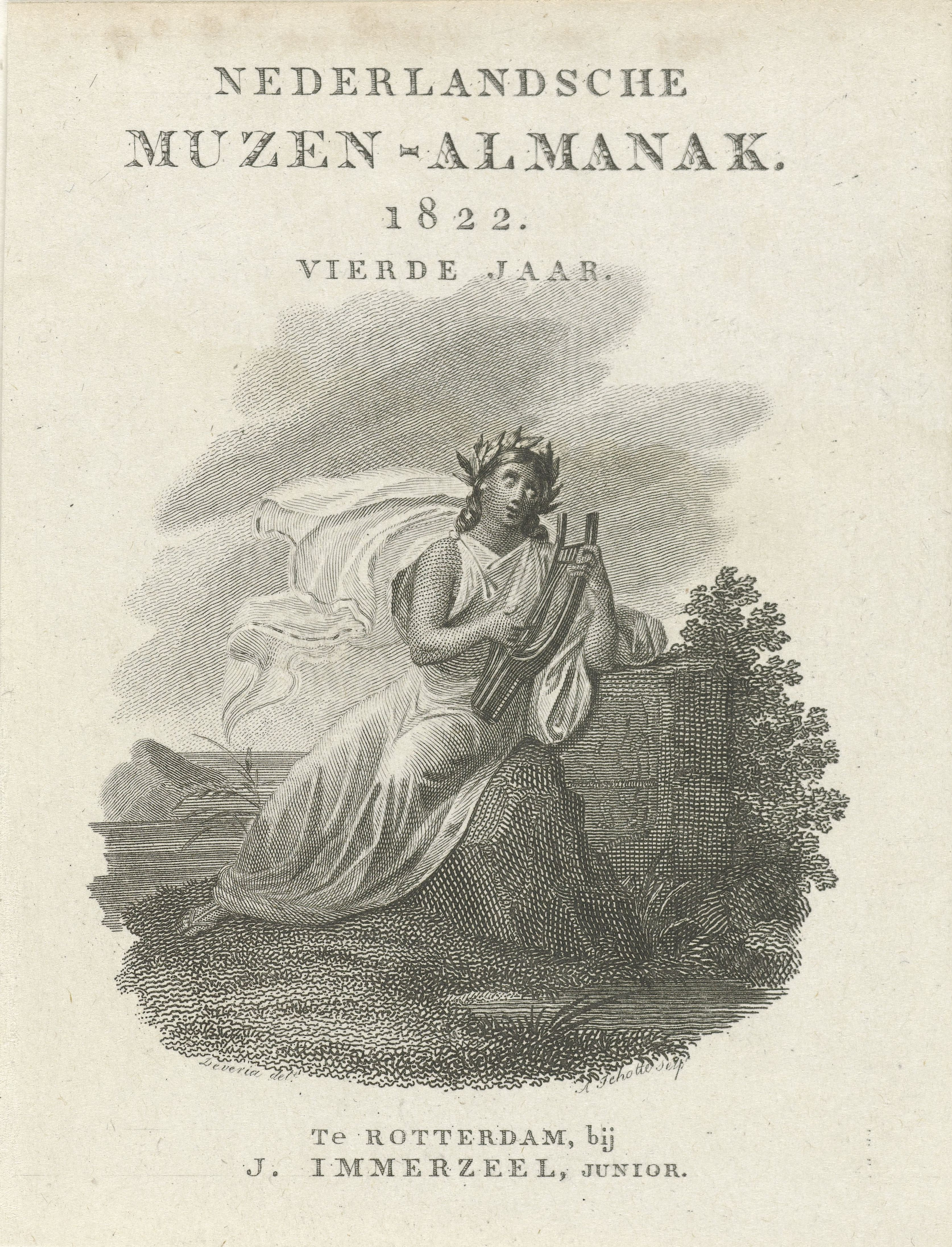
Muse avec une lyre, 1822, au Rijksmuseum Amsterdam.

Arnold Jéhotte produit une assez grande quantité de vignettes, de culs-de-lampe et de portraits d'hommes célèbres comme Napoléon Ier ou le compositeur André Grétry qu'il réalise pour le compte de libraires. Il exécute également de bonnes gravures comme Psyché et l'Amour, d'après François Gérard, et des sujets d'après Achille Devéria, Alexandre-Joseph Desenne ou Joseph-Ferdinand Lancrenon. Il reproduit aussi les costumes du sacre du roi Charles X. Sa mort prématurée laisse inachevé Le Baptême du Christ, d'après le tableau du peintre liégeois Jean-Guillaume Carlier.

### Expositions

#### Belgique
- Salon de Bruxelles de 1833 : Psyché et l'Amour (gravure d'après François Gérard) et Un garde de la Manche (médaille de vermeil)[4].

#### France
- Salon de Paris de 1822 : L'Amour, d'après M. Devéria[2].
- Salon de Paris de 1827 : Vignettes et portraits, d'après M.M. Desenne et Devéria ; un costume d'un garde de la manche, d'après M. Lancrenon[3].

### Collections muséales
- Musée du Louvre : Robe d'Almée en soie rouge, eau-forte au burin, inventaire no 5108 C, format 59,6 × 42,8cm[5].
- Musée Carnavalet : Portrait d'un homme de trois-quarts droite dans un ovale, d'après une œuvre d'Achille Devéria, estampe au burin, inventaire no G.12157, format 13,2 × 8,2cm[6].
- Rijksmuseum Amsterdam : Muse avec une lyre, gravure reproduite sur un almanach de 1822[7].